# Театр Украинской Беседы
Теа́тр Украи́нской Бесе́ды (укр. Теа́тр Украї́нської Бе́сіди; до 1914: Теа́тр Ру́ської Бе́сіди) — первый украинский профессиональный театр 1864–1924 годов. Иногда также называют «театром Стадника».

## История

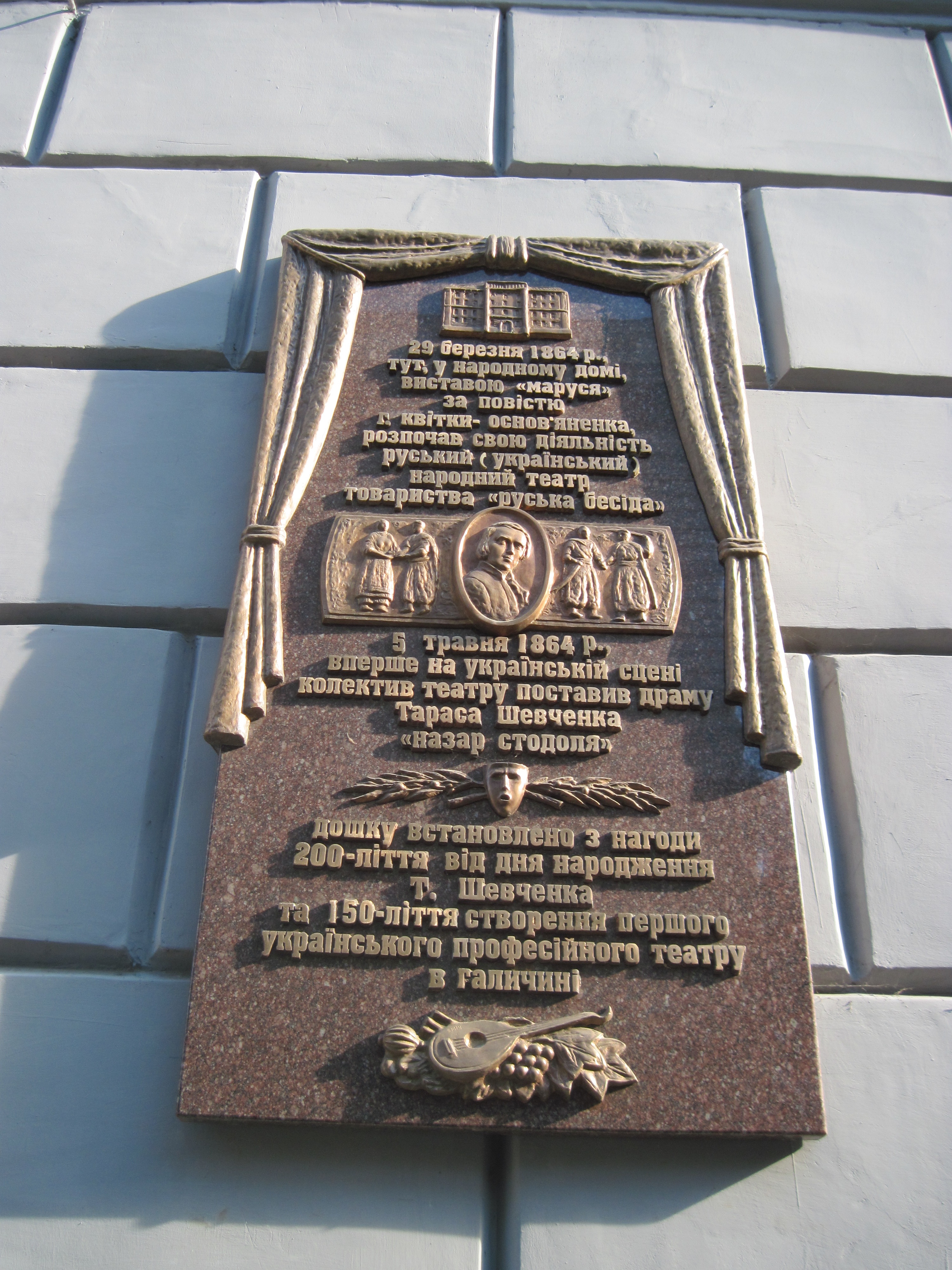
Памятная доска театра Руська бесіда, Львов, 2014

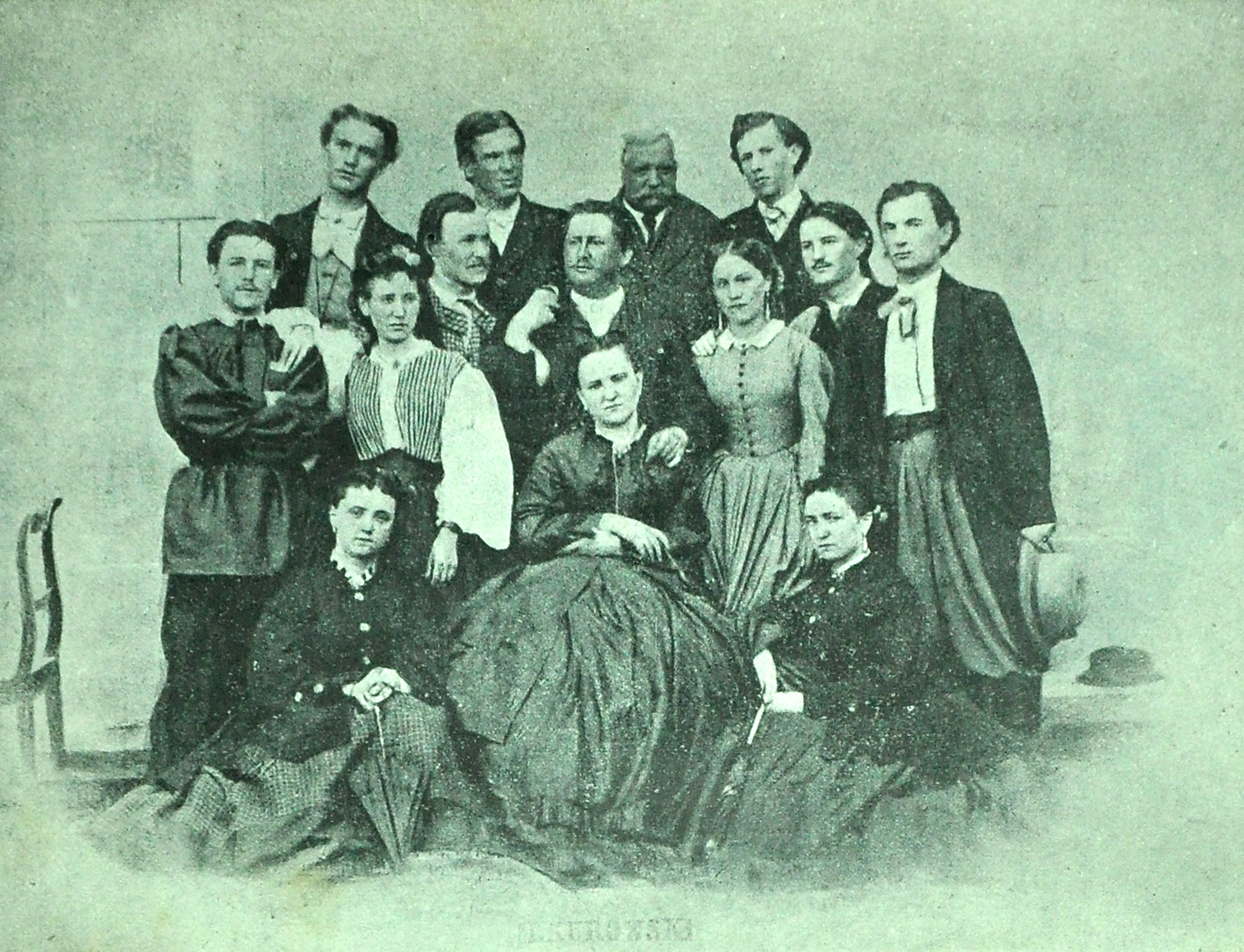
Первая группа Русского народного театра, 1864 год

3 марта 1864 года во Львове совершилось открытие общества «Руська Бесіда» выступлением «Маруся» (по Григорию Квитке-Основьяненко) в переработке С. Голембиовского, музыка В. Квятковского. Дирижировал Емельян Бачинский, в роли Маруси — Теофилия Бачинская.
Открытие галицкого профессионального театра «Русской Беседы» произошло во Львове 29 марта 1864 года, а первое выступление – в помещении Народного дома. Основателем Русской Беседы (1861 г.) был Юлиан Лавровский. Образованный и поддерживаемый обществом «Украинской (Русской) Беседы» во Львове, театр до 1914 года частично был дотирован Галицким сеймом. Он обслуживал Галичину и Буковину, гостеприимно выступал в Каменец-Подольском, Жмеринке, Житомире и в Польше (Новый Сонч, Тарнов, Краков), принимал в гости на своей сцене, кроме актёров львовского польского театра, Марка Кропивницкого (1875), Николая Садовского и Марию Заньковецкую (1905–1906), что, помимо обмена сценическим опытом, обусловило повышение художественного уровня бытового репертуара на галицкой сцене.
Некоторые актёры театра выступали также на польской сцене (Элеонора Стечинская, Антонина Осиповичева, Антон Моленцкий, Елена Гембицкая, Иван Гриневецкий, Казимир Плошевский и др.), а значительная часть была знакома с бродячими труппами восточных и центральных украинских земель.
Театр сначала возглавляли Емельян Бачинский (1864–1867 и 1881), Антон Моленцкий (1869–1873); они использовали, помимо галицкой драматургии (Рудольфа Моха, Ивана Гушалевича, Ивана Наумовича, Василия Ильницкого, Софрона Витвицкого), главным образом репертуар центральных земель (пьесы Григория Квитки-Основьяненко, водевили Антона Янковского, Антона Велисовского, В. Дмитренко, Степана и Григория Карпенко и др.)
При директоре Теофилии Романович (1874–1880) театр отличался хорошим актёрским составом и расширением репертуара, что подготовило основу Ивану Биберовичу и Ивану Гриневецкому (1882–1892), период директорства которых обычно называли «золотым веком» галицкого театра. Они вывели на галицкую сцену украинскую историческую (Емельяна Огоновского, Корнилия Устияновича, Павла Барвинского), бытовую (Марка Кропивницкого, Михаила Старицкого, Ивана Карпенко-Карого, Панаса Мирного, Якова Кухаренко) и мещанскую (Григория Цеглинского) драму, оперу (Николая Лысенко, Семёна Гулака-Артемовского, Порфирия Баженского), западно-европейскую драматургию (Викторьена Сарду, Эжена Скриб, Ж. Онэ, Августа фон Коцебу, Карла Фердинанда Гуцкова, Фридриха Шиллера, Генриха фон Клейста, Карла Гольдони) и оперетту (Жана Робера Планкета, Шарля Лекока, Карла Миллёкера, Жака Оффенбаха, Иоганна Штрауса и др.).
В 1901–1905 годы директором театра работал Михаил Губчак, который был вынужден отойти от управления театром «вследствие внутреннего конфликта, на который отреагировал даже Иван Франко».

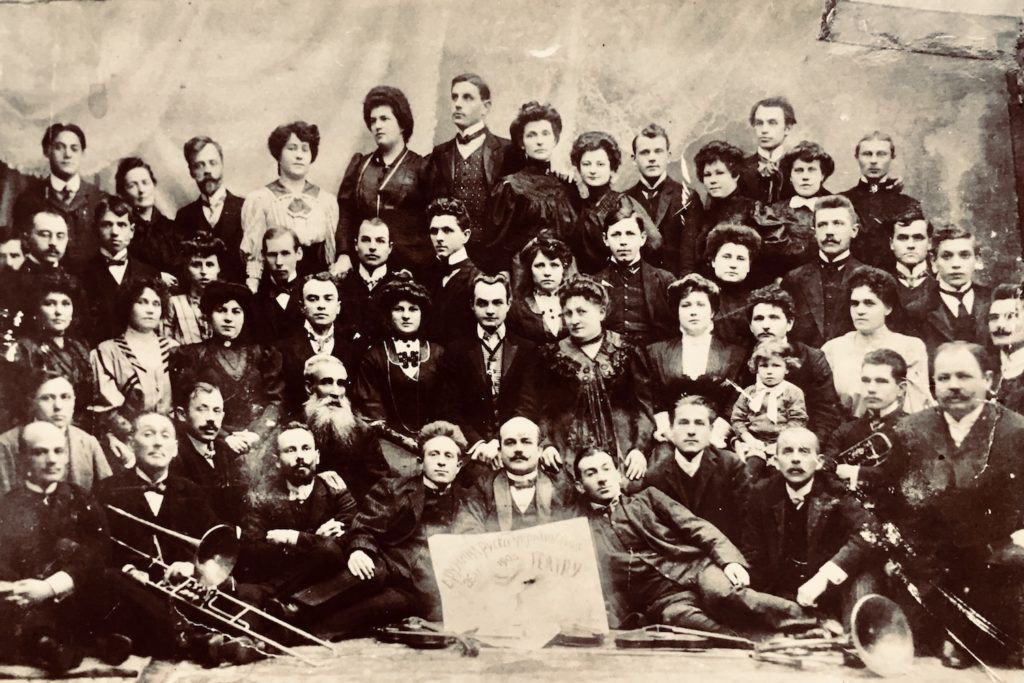
Театр Украинской Беседы 1908

После некоторого упадка после смерти Ивана Гриневецкого уровень театра снова повысился при директоре Иосифа Стадника (1906–1913), Романа Сирецкого и Степана Чарнецкого (весна 1913 — август 1914), главным образом из-за расширения западно-европейского оперного репертуара и европейской драмы. Во время войны, а именно в 1915–1920 гг., актёры театра выступали в разных труппах: «Тернопольские театральные вечера» (Лесь Курбас), «Стрелецкий Театр», «Черновецкий Театр» и «Театр ЗО УНР» (Катерина Рубчакова), «Театр Начальной Команды УНР» (Катерина Рубчакова), «Театр Начальной Команды УГА» (Иван Рубчак), «Украинский Народный Театр» (Василий Коссак),« Украинский независимый театр» (Григорий Ничка, Иосиф Стадник), «Украинский Новый львовский Театр» (Амвросий Бучма), и, наконец, снова в «Театре Украинской Беседы» Александра Загарова — Иосипа Стадника, дотированого Бр. Овчарским.
В июле 1924 года Общество Украинской Беседы при недостатке финансовой базы отказалось от дальнейшей опеки над театром.
Театр Украинской Беседы в немалой степени стал причиной пробуждения национального сознания галицких украинцев и приобрёл не только прочное место в истории галицкого возрождения, но и в большой мере был причиной становления современного украинского театра на Центральных и Восточных Украинских Землях (Лесь Курбас, Януарий Бортник, Филомена и Фауст Лопатинские, Марьян Крушельницкий, Иосиф Гирняк, Евгений Коханенко, Северин Паньковский, Софья Федорцева, Ольга Рубчаковна-Юра, Амвросий Бучма и многие другие).

## Репертуар
На протяжении 60 лет Театр Украинской Беседы ставил водевили, мелодрамы, оперетты, переведённые пьесы западно-европейских драматургов и украинскую бытовую драму. Наибольшим успехом пользовались немецкие драматурги (кроме уже названных, Герман Зудерман, Готхольд Лессинг, Фридрих Хеббель, Франц Грильпарцер, Герхарт Гауптман, Макс Хальбе), скандинавские (Генрик Ибсен, Бьёрнстьерне Бьёрсон, Август Стриндберг), французские (Ростан Эдмон, Пьер Бомарше, Жан Батист Мольер) и английские (Оскар Уайльд, Бернард Шоу, Уильям Шекспир). Помимо украинских опер Николая Лысенко, Николая Аркаса, Дениса Сичинского, украинский зритель в «Театре Украинской Беседы» впервые познакомился на украинской сцене с операми: «Жидовка» (Фроманталя Галеви), «Мадам Баттерфляй» (Джакомо Пуччини), «Кармен» (Жоржа Бизе), «Травиата» (Джузеппе Верди), «Фауст» (Шарля Гуно), «Сказки Гофмана» (Жака Оффенбаха), «Сельская честь» (Пьетро Масканьи), «Проданная невеста» (Бедржиха Сметаны), «Галька» (Станислава Монюшко) и др.

## Актёрский состав
За время существования театра на сцене выступали выдающиеся актёры: Иван Гриневецкий, Казимир Плошевский, Степан Янович, Андрей Стечинский, Василий Юрчак, Семён Семдор, Иван Рубчак, Лесь Курбас, Николай Бенцаль, Амвросий Бучма, Лазарь Шевченко, Михайлина Жарская, Владимир Блавацкий, Теофилия Бачинская-Лютомская, Мария Романович и Теофилия Романович, Иванна Биберовичева, Антонина Осиповичева, Софья Стадникова, Ирена Туркевич-Мартинец, Филомена Лопатинская, Катря Козак-Вирленская, Антон Витошинский, Марьян Керницкий, Антон Витошинский, Марьян Керницкий, Сидор Терлецкий, Мария Гребинецкая, Ярослава Барничева, Ванда Коссакова-Сорокова, Катерина Рубчакова, Анна Кушнарёва и др.

## Режиссёри театра
Над постановками здесь работали Николай Садовский, Марк Кропивницкий, Николай Вороной, Николай Ольшанский и др.